# 52 (عدد)
52 (الدورة اثنين) هو عدد صحيح  يلي العدد 51 ويسبق العدد 53 وهو عدد طبيعي موجبة.